# Danmarksserien 2014
La Danmarksserien 2014 è la 23ª edizione del campionato di football a 9, organizzato dalla DAFF.
Gli AaB 89ers II e i Kalundborg Mustangs si sono ritirati, perdendo quindi tutti gli incontri 50-0 a tavolino.

## Squadre partecipanti
| Club                               | Città             | Stadio | Sponsor ufficiale | Risultato nella stagione 2013 |
| ---------------------------------- | ----------------- | ------ | ----------------- | ----------------------------- |
| AaB 89ers II                       | Aalborg           |        |                   |                               |
| Amager Demons II Slagelse Wolfpack | Tårnby/Slagelse   |        |                   |                               |
| Frederikssund Oaks                 | Frederikssund     |        |                   |                               |
| Herlev Rebels II                   | Herlev            |        |                   |                               |
| Kalundborg Mustangs                | Kalundborg        |        |                   |                               |
| Køge Marines                       | Køge              |        |                   |                               |
| Middelfart Stingers                | Middelfart        |        |                   |                               |
| Midwest Musketeers                 | Viborg            |        |                   |                               |
| Næstved Vikings                    | Næstved           |        |                   |                               |
| Odense Swans II                    | Odense            |        |                   |                               |
| Skanderborg Mad Dashers            | Skanderborg       |        |                   |                               |
| Skjern Trojans                     | Ringkøbing-Skjern |        |                   |                               |
| Tisvilde Bulls                     | Tisvilde          |        |                   |                               |
| Triangle Razorbacks II             | Vejle             |        |                   |                               |
| USG Cougars                        | Copenaghen        |        |                   |                               |

## Stagione regolare

### Calendario

#### 1ª giornata
| Middelfart 12 aprile 2014, ore 14:00 | Middelfart Stingers | 28 – 6 referto | Triangle Razorbacks II | Hyllehøjskolen |

| Ringkøbing-Skjern 12 aprile 2014, ore 14:00 | Skjern Trojans | 32 – 14 referto | Midwest Musketeers | Stauning Skole |

| Copenaghen 12 aprile 2014, ore 14:00 | USG Cougars | 21 – 8 referto | Frederikssund Oaks | Valby Idrætspark |

#### 2ª giornata
| Frederikssund 18 aprile 2014, ore 14:00 | Frederikssund Oaks | 14 – 22 referto | Herlev Rebels II | Frederikssund Idrætsby |

| Odense 19 aprile 2014, ore 14:00 | Odense Swans II | 34 – 18 referto | Skjern Trojans | Hjalleseskolen |

| Copenaghen 19 aprile 2014, ore 14:00 | USG Cougars | 32 – 38 referto | Tisvilde Bulls | Valby Idrætspark |

| Aalborg 20 aprile 2014, ore 14:00 | AaB 89ers II | 0 – 50 (a tavolino) referto | Skanderborg Mad Dashers | Aab´s anlæg |

| Køge 20 aprile 2014, ore 14:00 | Køge Marines | 56 – 30 referto | Næstved Vikings | Rishøjhallen |

| Kastrup 21 aprile 2014, ore 14:00 | Amager Demons II /Slagelse Wolfpack | 50 – 0 (a tavolino) referto | Kalundborg Mustangs | Bag Amagerhallen |

#### 3ª giornata
| Skive 26 aprile 2014, ore 14:00 | Midwest Musketeers | 8 – 58 referto | Middelfart Stingers | Resen Skole |

| Odense 26 aprile 2014, ore 15:00 | Odense Swans II | 50 – 0 (a tavolino) referto | AaB 89ers II | Hjalleseskolen |

| Tisvilde 26 aprile 2014, ore 15:00 | Tisvilde Bulls | 42 – 32 referto | Herlev Rebels II | Idrætsanlægget i Tisvilde |

| Vejle 27 aprile 2014, ore 14:00 | Triangle Razorbacks II | 50 – 0 (a tavolino) referto | Skanderborg Mad Dashers | Kirkebakkehallen |

| Kalundborg 27 aprile 2014, ore 14:00 | Kalundborg Mustangs | 0 – 50 (a tavolino) referto | Næstved Vikings | Rynkevangsskolens boldbane |

#### 4ª giornata
| Middelfart 3 maggio 2014, ore 14:00 | Middelfart Stingers | 26 – 6 referto | Odense Swans II | Hyllehøjskolen |

| Ringkøbing-Skjern 3 maggio 2014, ore 14:00 | Skjern Trojans | 46 – 6 referto | Triangle Razorbacks II | Stauning Skole |

| Herlev 3 maggio 2014, ore 14:00 | Herlev Rebels II | 12 – 7 referto | USG Cougars | Kildegårdsskolen |

| Køge 3 maggio 2014, ore 14:00 | Køge Marines | 64 – 24 referto | Amager Demons II/ Slagelse Wolfpack | Rishøjhallen |

| Frederikssund 4 maggio 2014, ore 14:00 | Frederikssund Oaks | 26 – 44 referto | Tisvilde Bulls | Frederikssund Idrætsby |

#### 5ª giornata
| Skanderborg 10 maggio 2014, ore 14:00 | Skanderborg Mad Dashers | 0 – 50 (a tavolino) referto | Skjern Trojans | Vorladegård IF |

| Aalborg 11 maggio 2014, ore 14:00 | AaB 89ers II | 0 – 50 (a tavolino) referto | Midwest Musketeers | Aab´s anlæg |

| Næstved 11 maggio 2014, ore 14:00 | Næstved Vikings | 12 – 10 referto | Amager Demons II/ Slagelse Wolfpack | H.G. Idrætsanlæg |

#### 6ª giornata
| Viborg 16 maggio 2014, ore 14:00 | Midwest Musketeers | 0 – 50 (a tavolino) referto | Odense Swans II | Vestervang Skole |

| Tisvilde 16 maggio 2014, ore 15:00 | Tisvilde Bulls | 48 – 28 referto | Næstved Vikings | Idrætsanlægget i Tisvilde |

| Aalborg 18 maggio 2014, ore 14:00 | AaB 89ers II | 0 – 50 (a tavolino) referto | Triangle Razorbacks II | Aab´s anlæg |

| Køge 18 maggio 2014, ore 14:00 | Køge Marines | 50 – 30 referto | Herlev Rebels II | Rishøjhallen |

#### 7ª giornata
| Skanderborg 24 maggio 2014, ore 14:00 | Skanderborg Mad Dashers | 0 – 50 (a tavolino) referto | Middelfart Stingers | Vorladegård IF |

| Kalundborg 24 maggio 2014, ore 15:00 | Kalundborg Mustangs | 0 – 50 (a tavolino) referto | Frederikssund Oaks | Rynkevangsskolens boldbane |

| Kastrup 25 maggio 2014, ore 14:00 | Amager Demons II /Slagelse Wolfpack | 0 – 27 referto | USG Cougars | Bag Amagerhallen |

#### 8ª giornata
| Herlev 31 maggio 2014, ore 10:00 | Herlev Rebels II | 50 – 0 (a tavolino) referto | Kalundborg Mustangs | Kildegårdsskolen |

| Ringkøbing-Skjern 31 maggio 2014, ore 14:00 | Skjern Trojans | 50 – 0 (a tavolino) referto | AaB 89ers II | Stauning Skole |

| Odense 31 maggio 2014, ore 14:00 | Odense Swans II | 50 – 0 (a tavolino) referto | Skanderborg Mad Dashers | Hjalleseskolen |

| Vejle 1º giugno 2014, ore 14:00 | Triangle Razorbacks II | 46 – 0 referto | Midwest Musketeers | Kirkebakkehallen |

| Frederikssund 1º giugno 2014, ore 14:00 | Frederikssund Oaks | 57 – 6 referto | Næstved Vikings | Frederikssund Idrætsby |

#### 9ª giornata
| Copenaghen 7 giugno 2014, ore 14:00 | USG Cougars | 37 – 38 referto | Køge Marines | Valby Idrætspark |

| Aalborg 9 giugno 2014, ore 14:00 | AaB 89ers II | 0 – 50 referto | Middelfart Stingers | Aab´s anlæg |

| Tisvilde 9 giugno 2014, ore 15:00 | Tisvilde Bulls | 54 – 0 referto | Amager Demons II/ Slagelse Wolfpack | Idrætsanlægget i Tisvilde |

#### 10ª giornata
| Skanderborg 14 giugno 2014, ore 13:00 | Skanderborg Mad Dashers | 0 – 50 (a tavolino) referto | Midwest Musketeers | Vorladegård IF |

| Vejle 14 giugno 2014, ore 14:00 | Triangle Razorbacks II | 26 – 46 referto | Odense Swans II | Kirkebakkehallen |

| Copenaghen 14 giugno 2014, ore 14:00 | USG Cougars | 50 – 0 (a tavolino) referto | Kalundborg Mustangs | Valby Idrætspark |

| Kastrup 15 giugno 2014, ore 14:00 | Amager Demons II /Slagelse Wolfpack | 0 – 50 referto | Frederikssund Oaks | Bag Amagerhallen |

#### 11ª giornata
| Odense 21 giugno 2014, ore 14:00 | Odense Swans II | 16 – 6 referto | Triangle Razorbacks II | Hjalleseskolen |

| Næstved 21 giugno 2014, ore 14:00 | Næstved Vikings | 44 – 14 referto | USG Cougars | H.G. Idrætsanlæg |

| Herlev 21 giugno 2014, ore 14:00 | Herlev Rebels II | 40 – 8 referto | Amager Demons II/ Slagelse Wolfpack | Kildegårdsskolen |

| Middelfart 22 giugno 2014, ore 14:00 | Middelfart Stingers | 50 – 0 (a tavolino) referto | Midwest Musketeers | Hyllehøjskolen |

| Tisvilde 22 giugno 2014, ore 15:00 | Tisvilde Bulls | 30 – 80 referto | Køge Marines | Idrætsanlægget i Tisvilde |

#### 12ª giornata
| Middelfart 28 giugno 2014, ore 14:00 | Middelfart Stingers | 64 – 12 referto | Skjern Trojans | Hyllehøjskolen |

| Næstved 28 giugno 2014, ore 14:00 | Næstved Vikings | 34 – 14 referto | Herlev Rebels II | H.G. Idrætsanlæg |

| Skanderborg 29 giugno 2014, ore 14:00 | Skanderborg Mad Dashers | 50 – 0 (a tavolino) referto | AaB 89ers II | Vorladegård IF |

| Frederikssund 29 giugno 2014, ore 14:00 | Frederikssund Oaks | 60 – 6 (a tavolino) referto | Køge Marines | Frederikssund Idrætsby |

| Kalundborg 29 giugno 2014, ore 14:00 | Kalundborg Mustangs | 0 – 50 (a tavolino) referto | Tisvilde Bulls | Rynkevangsskolens boldbane |

#### 13ª giornata
| Slagelse 2 agosto 2014, ore 14:00 | Amager Demons II /Slagelse Wolfpack | 28 – 70 referto | Tisvilde Bulls | Slagelse Svømmehal |

#### 14ª giornata
| Ringkøbing-Skjern 9 agosto 2014, ore 14:00 | Skjern Trojans | 0 – 50 referto | Odense Swans II | Stauning Skole |

| Herlev 9 agosto 2014, ore 14:00 | Herlev Rebels II | 6 – 23 referto | Frederikssund Oaks | Kildegårdsskolen |

| Copenaghen 9 agosto 2014, ore 17:00 | USG Cougars | 20 – 0 referto | Næstved Vikings | Valby Idrætspark |

| Køge 10 agosto 2014, ore 14:00 | Køge Marines | 50 – 0 (a tavolino) referto | Kalundborg Mustangs | Rishøjhallen |

| Vejle 10 agosto 2014, ore 15:00 | Triangle Razorbacks II | 50 – 0 (a tavolino) referto | AaB 89ers II | Kirkebakkehallen |

#### 15ª giornata
| Ferritslev Fyn 16 agosto 2014, ore 14:00 | Odense Swans II | 12 – 42 referto | Middelfart Stingers | Rolfsted IF |

| Viborg 17 agosto 2014, ore 13:00 | Midwest Musketeers | 50 – 0 (a tavolino) referto | Skanderborg Mad Dashers | Vestervang Skole |

| Vejle 17 agosto 2014, ore 14:00 | Triangle Razorbacks II | 6 – 40 referto | Skjern Trojans | Kirkebakkehallen |

| Herlev 17 agosto 2014, ore 14:00 | Herlev Rebels II | 44 – 40 referto | Tisvilde Bulls | Kildegårdsskolen |

| Næstved 17 agosto 2014, ore 14:00 | Næstved Vikings | 0 – 50 referto | Køge Marines | H.G. Idrætsanlæg |

#### 16ª giornata
| Middelfart 23 agosto 2014, ore 14:00 | Middelfart Stingers | 50 – 0 (a tavolino) referto | Skanderborg Mad Dashers | Hyllehøjskolen |

| Kalundborg 23 agosto 2014, ore 14:00 | Kalundborg Mustangs | 0 – 50 (a tavolino) referto | USG Cougars | Rynkevangsskolens boldbane |

| Viborg 24 agosto 2014, ore 14:00 | Midwest Musketeers | 50 – 0 (a tavolino) referto | AaB 89ers II | Vestervang Skole |

| Frederikssund 24 agosto 2014, ore 14:00 | Frederikssund Oaks | 50 – 0 referto | Amager Demons II/ Slagelse Wolfpack | Frederikssund Idrætsby |

#### 17ª giornata
| Skanderborg 30 agosto 2014, ore 14:00 | Skanderborg Mad Dashers | 0 – 50 (a tavolino) referto | Odense Swans II | Vorladegård IF |

| Ringkøbing-Skjern 30 agosto 2014, ore 14:00 | Skjern Trojans | 0 – 54 referto | Middelfart Stingers | Stauning Skole |

| Slagelse 30 agosto 2014, ore 14:00 | Amager Demons II /Slagelse Wolfpack | 30 – 18 referto | Herlev Rebels II | Slagelse Svømmehal |

| Kalundborg 31 agosto 2014, ore 14:00 | Kalundborg Mustangs | 0 – 50 (a tavolino) referto | Køge Marines | Rynkevangsskolens boldbane |

| Tisvilde 31 agosto 2014, ore 15:00 | Tisvilde Bulls | 42 – 65 referto | Frederikssund Oaks | Idrætsanlægget i Tisvilde |

#### 18ª giornata
| Køge 6 settembre 2014, ore 14:00 | Køge Marines | 64 – 14 referto | USG Cougars | Rishøjhallen |

| Aalborg 7 settembre 2014, ore 14:00 | AaB 89ers II | 0 – 50 (a tavolino) referto | Skjern Trojans | Aab´s anlæg |

| Viborg 7 settembre 2014, ore 14:00 | Midwest Musketeers | 18 – 20 referto | Triangle Razorbacks II | Vestervang Skole |

| Næstved 7 settembre 2014, ore 14:00 | Næstved Vikings | 50 – 0 (a tavolino) referto | Kalundborg Mustangs | H.G. Idrætsanlæg |

### Classifiche
Le classifiche della regular season sono le seguenti:
- PCT = percentuale di vittorie, G = partite giocate, V = partite vinte,  P = partite perse, PF = punti fatti, PS = punti subiti

#### Vest
| Pos. | Squadra                 | PCT   | G  | V  | N | P  | PF  | PS  |
| ---- | ----------------------- | ----- | -- | -- | - | -- | --- | --- |
| 1    | Middelfart Stingers     | 1.000 | 10 | 10 | 0 | 0  | 502 | 44  |
| 2    | Odense Swans II         | .800  | 10 | 8  | 0 | 2  | 364 | 118 |
| 3    | Skjern Trojans          | .600  | 10 | 6  | 0 | 4  | 298 | 228 |
| 4    | Triangle Razorbacks II  | .500  | 10 | 5  | 0 | 5  | 266 | 224 |
| 5    | Midwest Musketeers      | .400  | 10 | 4  | 0 | 6  | 240 | 256 |
| 6    | Skanderborg Mad Dashers | .200  | 10 | 2  | 0 | 8  | 100 | 400 |
| 7    | AaB 89ers II            | .000  | 10 | 0  | 0 | 10 | 0   | 500 |

#### Øst
| Pos. | Squadra                             | PCT  | G  | V | N | P  | PF  | PS  |
| ---- | ----------------------------------- | ---- | -- | - | - | -- | --- | --- |
| 1    | Køge Marines                        | .900 | 10 | 9 | 0 | 1  | 508 | 225 |
| 2    | Tisvilde Bulls                      | .700 | 10 | 7 | 0 | 3  | 458 | 326 |
| 3    | Frederikssund Oaks                  | .700 | 10 | 7 | 0 | 3  | 394 | 147 |
| 4    | Næstved Vikings                     | .500 | 10 | 5 | 0 | 5  | 254 | 269 |
| 5    | Herlev Rebels II                    | .500 | 10 | 5 | 0 | 5  | 268 | 248 |
| 6    | USG Cougars                         | .500 | 10 | 5 | 0 | 5  | 272 | 204 |
| 7    | Amager Demons II/ Slagelse Wolfpack | .200 | 10 | 2 | 0 | 8  | 150 | 385 |
| 8    | Kalundborg Mustangs                 | .000 | 10 | 0 | 0 | 10 | 0   | 500 |

## Playoff

### Tabellone
|  | Wild Card | Wild Card          | Wild Card    |                    |                     | Semifinali          | Semifinali          | Semifinali |  |  | XXIII Elming Bowl | XXIII Elming Bowl | XXIII Elming Bowl |  |
|  |           |                    |              |                    |                     |                     |                     |            |  |  |                   |                   |                   |  |
|  |           |                    |              |                    |                     | 1V                  | Middelfart Stingers | 28         |  |  |                   |                   |                   |  |
|  |           |                    |              |                    |                     | 1V                  | Middelfart Stingers | 28         |  |  |                   |                   |                   |  |
|  |           |                    |              | Frederikssund Oaks | 6                   |                     |                     |            |  |  |                   |                   |                   |  |
|  | 2V        | Odense Swans II    | 14           | Frederikssund Oaks | 6                   |                     |                     |            |  |  |                   |                   |                   |  |
|  | 2V        | Odense Swans II    | 14           |                    |                     |                     |                     |            |  |  |                   |                   |                   |  |
|  | 3Ø        | Frederikssund Oaks | 65           |                    |                     |                     |                     |            |  |  |                   |                   |                   |  |
|  | 3Ø        | Frederikssund Oaks | 65           |                    | Middelfart Stingers | Middelfart Stingers | 50                  |            |  |  |                   |                   |                   |  |
|  |           |                    |              |                    |                     |                     |                     |            |  |  |                   |                   |                   |  |
|  |           |                    | Køge Marines | Køge Marines       | 58                  |                     |                     |            |  |  |                   |                   |                   |  |
|  |           |                    |              | Køge Marines       | 58                  |                     |                     |            |  |  |                   |                   |                   |  |
|  |           |                    |              |                    |                     |                     |                     |            |  |  |                   |                   |                   |  |
|  |           |                    |              |                    |                     |                     |                     |            |  |  |                   |                   |                   |  |
|  |           | 1Ø                 | Køge Marines | 84                 |                     |                     |                     |            |  |  |                   |                   |                   |  |
|  |           |                    |              | 84                 |                     |                     |                     |            |  |  |                   |                   |                   |  |
|  |           |                    |              | Tisvilde Bulls     | 54                  |                     |                     |            |  |  |                   |                   |                   |  |
|  | 2Ø        | Tisvilde Bulls     | 66           | Tisvilde Bulls     | 54                  |                     |                     |            |  |  |                   |                   |                   |  |
|  | 2Ø        | Tisvilde Bulls     | 66           |                    |                     |                     |                     |            |  |  |                   |                   |                   |  |
|  | 3V        | Skjern Trojans     | 12           |                    |                     |                     |                     |            |  |  |                   |                   |                   |  |

### Wild Card
| Odense 13 settembre 2014, ore 14:00 | Odense Swans II | 14 – 65 referto | Frederikssund Oaks | Hjalleseskolen |

| Tisvilde 13 settembre 2014, ore 14:00 | Tisvilde Bulls | 66 – 12 referto | Skjern Trojans | Idrætsanlægget i Tisvilde |

### Semifinali
| Køge 22 settembre 2014, ore 14:00 | Køge Marines | 84 – 54 referto | Tisvilde Bulls | Rishøjhallen |

| Middelfart 21 settembre 2014, ore 14:00 | Middelfart Stingers | 28 – 6 referto | Frederikssund Oaks | Hyllehøjskolen |

### XXIII Elming Bowl
| Gentofte 4 ottobre 2014, ore 16:30 | Middelfart Stingers | 50 – 58 referto | Køge Marines | Gentofte Sportspark |

## Verdetti
- Køge Marines Vincitori dell'Elming Bowl 2014